# Eigentliche Geradsalmler

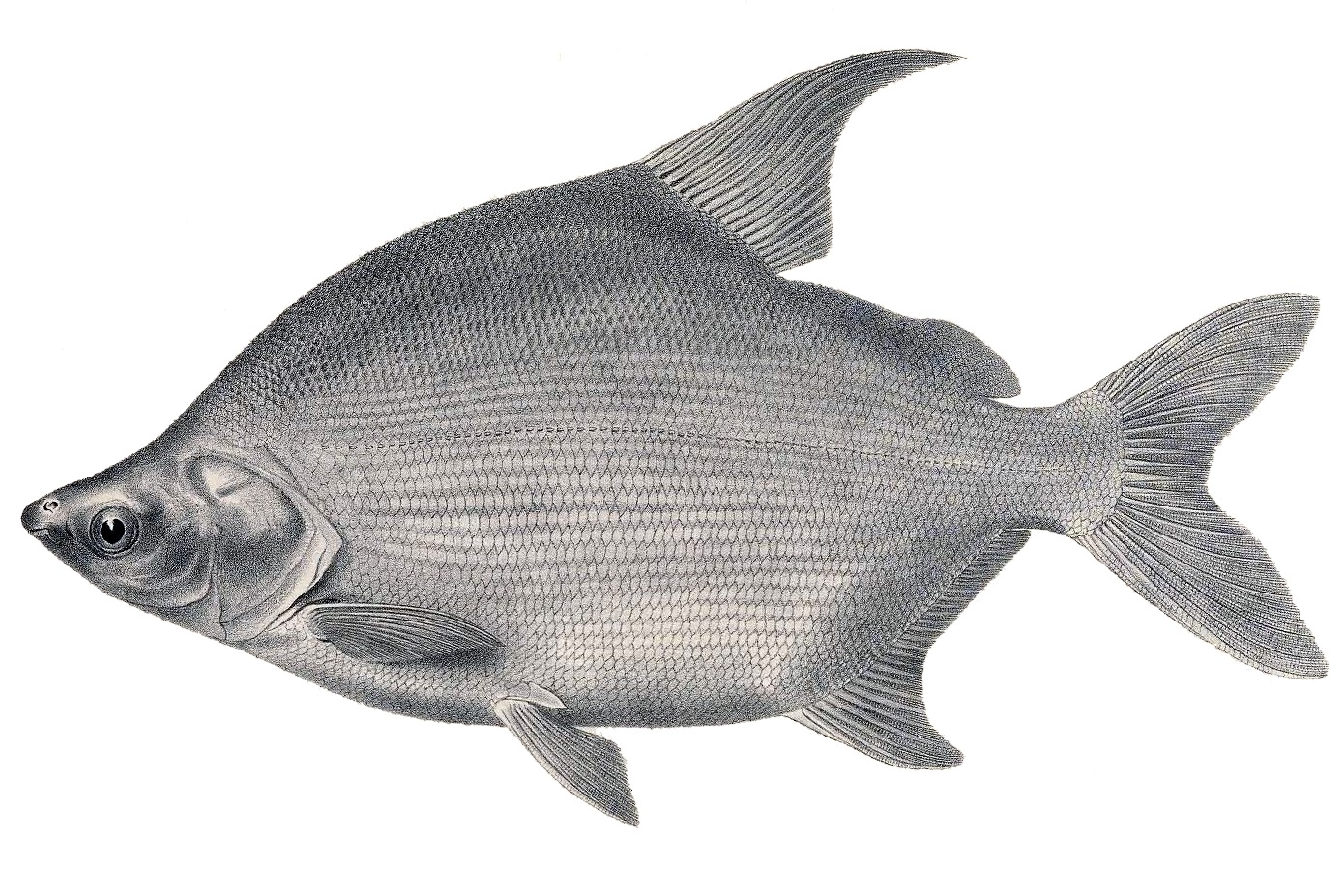
Citharinus citharus

Die Eigentlichen Geradsalmler (Citharinidae) sind eine Familie aus der Ordnung der Salmlerartigen (Characiformes). Sie kommen ausschließlich in Süßgewässern Afrikas vor.

## Merkmale
Gemeinsame Merkmale sind die gerade verlaufende Seitenlinie, relativ zahlreiche Flossenstrahlen in den Bauchflossen, sowie einige Merkmale des Schädelbaues. Der hochrückige Körper der Fische ist mit Rundschuppen bedeckt, ihre Maxilla, ein Knochen des Oberkiefers, ist reduziert und zahnlos. After- und Rückenflosse sind relativ lang, die Afterflosse hat 16 bis 24 Flossenstrahlen, die Rückenflosse 19 bis 31. Der größte Vertreter der Eigentlichen Geradsalmler wird 84 Zentimeter lang.
Um die als Nahrung dienenden mikroskopischen Algen zu konzentrieren, produzieren die Cithariniden in ihrem paarigen Epibranchialorgan innen vom Kiemendeckel Schleim, an dem die Algen festkleben und damit in einer Rinne zum Speiseröhren-Eingang befördert werden.

## Systematik
Es gibt drei Gattungen, von denen zwei monotypisch sind. Die früher in die Eigentlichen Geradsalmler gestellten Arten der ehemaligen Unterfamilien Distichodontinae und Ichthyborinae werden heute in die Familie Distichodontidae gestellt.
- Familie Geradsalmler (Citharinidae)
  - Gattung Citharidium Boulenger, 1902
    - C. ansorgii Boulenger, 1902

  - Gattung Citharinops Daget, 1962
    - C. distichodoides (Pellegrin, 1919)

  - Gattung Citharinus Cuvier, 1816
    - Afrikanischer Hochrückensalmler (C. citharus (Geoffroy Saint Hilaire, 1809))
    - Kongo-Geradsalmler (C. congicus Boulenger, 1897)
    - C. eburneensis Daget, 1962
    - C. gibbosus Boulenger, 1899
    - C. latus Müller & Troschel, 1845
    - C. macrolepis Boulenger, 1899